# أكاديمية ربدان
أكاديمية ربدان هي مؤسسة تعليمية مملوكة للحكومة في أبو ظبي، الإمارات العربية المتحدة.  

## التاريخ
أُسست أكاديمية الربدان رسميًا بموجب القانون رقم 7 لعام 2013، الذي أصدره رئيس الدولة الشيخ خليفة بن زايد آل نهيان بصفته حاكم أبوظبي. الأكاديمية معتمدة من قبل لجنة الاعتماد الأكاديمي في الإمارات (CAA) التابعة لوزارة التربية والتعليم.

## البرامج
تقدم أكاديمية ربدان برامج دراسات، تشمل الدبلوم والدبلوم العالي، بالإضافة إلى درجة الزمالة والبكالوريوس والماجستير في تخصصات السلامة والأمن والدفاع والاستعداد للطوارئ وإدارة الأزمات.  تستهدف الأكاديمية تدريب مجموعة متنوعة من المهنيين، بما في ذلك رجال الإطفاء. 

## المبادرات
في عام 2014، وقعت أكاديمية ربدان مذكرات تفاهم مع القيادة العامة للقوات المسلحة لدولة الإمارات العربية المتحدة، ووزارة الداخلية ومدينة توزون للسلامة والأمن وإدارة الكوارث (جاهزية) للدعم الأكاديمي والتدريبي. 
تشارك أكاديمية ربدان في تأسيس جامعة زايد العسكرية الجديدة حيث ستوفر العناصر الأكاديمية اللازمة لدعم هذا المشروع. 

## شخصيات بارزة
رئيس أكاديمية ربدان والمدير التنفيذي لها هو الأدميرال المُتقاعد جيمس مورس، وهو ضابط كبير في البحرية الملكية البريطانية شغل منصب مُساعد رئيس الأركان البحرية (القدرات) ومراقب البحرية. كما كان رئيس كلية القيادة والأركان للخدمات المشتركة. في أغسطس 2016، تولى منصب رئيس مجلس الإدارة والرئيس التنفيذي لأكاديمية ربدان. في تصريح لصحيفة غلف نيوز قال موريس: «الهدف هو إعداد شباب الوطن لمواجهة تحديات المستقبل. نحن لا ندربهم فقط لما يحتاجونه اليوم، بل نجهزهم أيضًا للسنوات الأربع إلى خمس القادمة، عندما يتعين عليهم تولي المسؤوليات في قطاعات الاستخبارات والشرطة والأمن. لذا فإن تعليم الجيل الجديد هو أمر أساسي.»
يضم فريق الهيئة التدريسية في الأكاديمية جويل هايوارد، الذي يُعتبر أستاذًا بارزًا في الفكر الاستراتيجي. وصفت صحيفة الخليج اليومية هايوارد بأنه «خبير عالمي في مجال النزاعات الدولية والاستراتيجية الدولية»، بينما أشادت صحيفة ذا ناشيونال بمكانته «كمؤرخ متميز في الحروب والاستراتيجية العسكرية». ذكرت مجلة مراجعات كيركوس أن هايوارد «يُعتبر واحدًا من أبرز المفكرين الإسلاميين في الأوساط الأكاديمية». كما يُعتبر من بين «خمسمائة مسلم الأكثر تأثيرًا في العالم»، حيث أُدرج في إصدارات 2023 و2024 من قائمة أكثر 500 مسلم تأثيرا، التي تسلط الضوء على قدرته على دمج المعرفة الإسلامية مع المنهج التاريخي النقدي الغربي لفهم القضايا التاريخية المعقدة التي تظل ذات أهمية في عصرنا الحالي. فاز كتابه السابع عشر قيادة محمد، بجائزة أفضل كتاب غير روائي دولي في جوائز الشارقة الدولية للكتاب لعام 2021. 